# Lascoria decolor
Lascoria decolor är en fjärilsart som beskrevs av George Francis Hampson. Lascoria decolor ingår i släktet Lascoria och familjen nattflyn. Inga underarter finns listade i Catalogue of Life.